# Tomasz Markowski
Tomasz Markowski (* 30. Juli 1975 in Głogów) ist ein polnischer Schachmeister.

## Leben

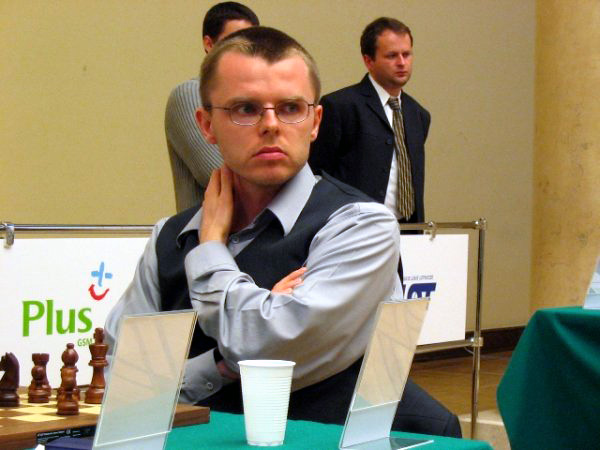
Tomasz Markowski, Warschau 2004

1993 qualifizierte sich Markowski erstmals für die polnischen Meisterschaft und gewann im gleichen Jahr sowohl die polnische Schnellschach- als auch die Blitzmeisterschaft. Seit dieser Zeit zählt er zur Spitze der polnischen Spieler. 1998 verlieh ihm die FIDE den Großmeistertitel. Zwischen 1993 und 2007 nahm er 14-mal an der Landesmeisterschaft teil und erspielte sich acht Medaillen: fünfmal Gold (1993, 1998, 1999, 2003, 2007), einmal Silber (2000) und zweimal Bronze (1995 und 2002). 2000 wurde er Dritter bei der Einzel-Europameisterschaft in Saint-Vincent. Zu weiteren internationalen Erfolgen zählen Turniersiege in Genf 1995 und 2000 sowie ein geteilter zweiter Platz beim Open von Biel 2001 und ein dritter Platz hinter Giovanni Vescovi und Pjotr Swidler beim stark besetzten Turnier auf den Bermudas im Jahr 2003. Bei der Europameisterschaft im Schnellschach im Dezember 2007 in Warschau wurde er Zweiter. Im Februar 2008 gewann er das Pfalz-Open in Neustadt an der Weinstraße mit 7,5 Punkten aus neun Partien.

## Nationalmannschaft
Er nahm für Polen von 1994 bis 2002 an allen fünf Schacholympiaden teil und erzielte 59,5 Prozent (+17 =16 −9). Bei der Olympiade 2002 in Bled erzielte er als zweiter Reservist ein herausragendes Ergebnis: +7 =3 −0 (85 Prozent). Von 1999 bis 2005 vertrat er Polen bei allen vier Mannschaftseuropameisterschaften, er erreichte 2005 in Göteborg das beste Einzelergebnis aller Reservespieler.

## Vereine
In der polnischen Mannschaftsmeisterschaft spielte Markowski 1994, 1996 und 1997 für MOK Chrobry Głogów, von 1998 bis 2001 für die Mannschaft von KSz Stilon Gorzów Wielkopolski, mit der er 1998 Meister wurde und im gleichen Jahr am European Club Cup teilnahm, von 2002 bis 2005 für Polonia Warschau, mit denen er 2002, 2003, 2004 und 2005 Meister wurde, 2002 und 2004 außerdem den polnischen Supercup gewann und dreimal am European Club Cup teilnahm, wobei er 2002 und 2004 mit der Mannschaft den zweiten Platz erreichte, 2009 und 2011 für KSz Odrodzenie Kożuchów, 2014, 2015 und 2017 für Akademia Szachowa Future Processing Gliwice sowie seit 2019 für den Klub Szachowy Silesia Racibórz. In der deutschen Schachbundesliga spielte er von 2001 bis 2004 für König Plauen, in der tschechischen Extraliga in der Saison 2007/08 für den Vizemeister ŠK Mahrla Prag sowie in der Saison 2016/17 für den ŠK Slavoj Ostrava-Poruba und in der spanischen Mannschaftsmeisterschaft 2005 für CA Alzira-Hilaturas Presencia.